# Janambres
Los Janambres fue una etnia precolombina que habitaron en un amplio territorio que abarcó parte del territorio actual de los estados de Nuevo León y Tamaulipas. En este último, específicamente en la región suroeste. Su habitat fueron las amplias llanuras localizadas entre la Sierra Madre Oriental y la sierra de Tamaulipas al este. Sus relaciones fueron poco amigables con el resto de las etnias que habitaron el territorio tamaulipeco, entre ellos, los pisones.
A la llegada de los españoles a la región los janambres, junto con otras tribus, fueron definidos como los más aguerridos e irreductibles, ya que constantemente atacaban y saqueaban las villas españolas recién fundadas.

## Historia
En un principio con la alianza con los tancalbas en 1720 atacaron Tambuanchin y Ciudad del Maíz. Años después, el grado de sus hostiidades amanezaron la existencia misma de las misiones fundadas en el valle de Jaumave, Santa Rosa y Monte Alberne.
Hacia mediados del siglo XVIII la fundación de la Colonia de Nuevo Santander generó nuevos conflictos con la etnia janambre. En sus inicios,una parcialidad de los janambres sustrajo 3000 borregos de una hacienda carmelita en 1749. Se informó que los habitantes del lugar fueron decapitados y sus cabezas sustraidas. Luego del ataque,  los indios se dirigieron  al lugar  conocido como Tetillas, posteriormente, se refugiaron en una isla del pantano de Tamatán. El general José de Escandon, el colonizador de la provincia, los persiguió y capturó en su refugio.  Algunos huastecos "rebeldes" se les habain unido.
En 1755 los janambres atacaron una carvana que transitaba el camino de Llera a Aguayo, donde viajaba  Antonio de Puga, capitán de justicia de Llera, junto con su esposa. El capitán fue herido gravemente mientras que su esposa no sobrevivió. En respuesta el general Escandon ordenó a sus tropas castigar a los aborígenes atacantes. Después de tres meses de persecución los españoles supieron que se habían refugiado entre los indios Maratines. La tropa española exigió a los maratines  que les entregaran a los guerreros janambres; si no, les declararian la guerra. No se llegó a un acuerdo y estalló el conflicto. Después de haber tenido seis bajas los indígenas huyeron a la sierra, posteriormente, los janambres fueron a Cañada Honda donde se encontraron nuevamente con las citadas tropas  el 13 de abril de ese año.  Se intento negociar la paz, sin embargo, los janambres se rehusaron a dejar sus armas.  Entonces,  se armó nuevamente la batalla antre ambas huestes, la cual duró  tres horas feneciendo 31 guerreros y 6 mujeres jamanbres; Nueve sobrevivientes fueron capturados y llevados a México a trabajos forzados.

## Cultura

### Danzas rituales
Se sabe poco de sus danzas religiosas y de sus rituales ya que cuando los españoles entraron en contacto con ellos estaban ya en una situación deplorable a causa de las enfermedades traídas del Viejo Mundo; y ya solo se conservaba de la mitad a un cuarto de su población original. Sin embargo si se conserva la documentación sobre algunos rituales de guerra que observaron los conquistadores, tales como la denominada Caza de cabezas, esta consistía en la recolección de las cabezas de sus víctimas y adversarios muertos. Las utilizaban como un trofeo y danzaban con la cabellera de los decapitados en torno al fuego y entonando diversos cantos ceremoniales acompañados de música. Esto fue observado por fray Simón del Hierro en Casas, cursando el año de 1681 entre los pisones y janambres.

### Costumbres
La mayor parte de los cronistas afirma que los janambres eran nómadas y que eran naturalmente recolectores y cazadores, veían a los indígenas agricultores de forma despectiva, tales como los Pisones y Mariguanes.
Recolectaban raíces y frutos silvestres para alimentarse y cuando en las misiones españolas se acababa el alimento, observaban los misioneros que tenían que salir al monte a abastecerse de la recolección, ya que era una costumbre muy arraigada entre ellos.
Sus viviendas eran denominadas por los españoles como jacalillos, a causa de su apariencia bastante primitiva, y que eran más bien como campamentos temporales donde se quedaban varias semanas y luego partían. Se tiene documentación de que los janambres se organizaban en varios grupos, cada uno con su propio líder o cabecilla, que solo se unían en caso de guerra o para celebrar sus ceremonias religiosas. A pesar de su territorio tan extenso conservaron su cohesión social a causa de su gran movilidad.

## Demografía
Según las estimaciones dadas por investigadores se llega a la conclusión de que la población de janambres antes de la conquista española rondaba entre los 2400 individuos en sus 7500 kilómetros cuadrados de territorio. Teniendo una densidad de 0.32 habitantes por kilómetro cuadrado.